# Vanga e latte
Vanga e latte è un dipinto di Teofilo Patini.

## Descrizione e storia
Patini iniziò a lavorare a Vanga e latte nel 1883 e termina la tela nella primavera successiva, in tempo per inviarla all'Esposizione nazionale che s'inaugurava a Torino a fine aprile, dove sarà acquistata dal Ministero dell'agricoltura. L'esecuzione en plein air del dipinto si rivelò particolarmente laboriosa per il pittore, che fu costretto ad interromperla durante la stagione invernale.
Patini presentò la tela in coppia con L'erede, il cui soggetto è la morte di un uomo che lascia la moglie ed il figlio neonato. Insieme a Bestie da soma, queste opere formano la cosiddetta "trilogia sociale", ispirata al mondo contadino.

### Soggetto del dipinto: la fatica degli umili
La famiglia raffigurata in Vanga e latte è formata dalle figure essenziali di padre, madre e figlio, ritratte in aperta campagna: l'uomo è intento a vangare il terreno mentre la donna, interrotto momentaneamente il lavoro, si siede a terra ed allatta il figlio neonato.
Sul terreno giacciono gli oggetti che compongono il quadro e descrivono simbolicamente la vita della famiglia: la culla e l'ombrello posto a ripararla, il basto, la piccola botte, il cencio rosso e, sulla destra, la giacca, il cappello e il piatto di polenta con le due posate di legno; anche il cielo, visto dal basso, sembra poggiare pesantemente sulla terra, generosa solo di sterpi e stoppie.
I contadini, come osservava lo storico Jules Michelet a proposito dell'Angelus di Jean-François Millet (a cui Vanga e latte è stato spesso ricondotto), sono impastati della terra che lavorano: l'anonimo vangatore incarna infatti la fatica dell'umanità e la sua grandezza (morale) statuaria è priva di ogni forma di retorica; la donna, descritta con tenerezza nelle vesti logore, nei gesti forti ma delicati, è una "Madonna del latte", la cui forza sta proprio nell'accettazione di un'esistenza di stenti; infine, il bimbo che succhia avidamente dal seno possiede un'energia vitale che è il presupposto necessario delle lotte che dovrà combattere.

### Stile
Le figure sono disposte lungo una fuga prospettica verso l'infinito, segnata sul piano di terra delle gambe della donna, dal piede d'appoggio del contadino e dalla vanga conficcata sul terreno, sul piano superiore dalla linea che parte dal gomito levato dell'uomo e che cade all'estremità destra del dipinto, formando con la direttrice precedente un angolo acuto.
L'impostazione rigorosamente prospettica del dipinto, che degrada dalle nitide nature morte dal primo piano alle zolle che increspano il terreno e alla costa montana segnata delle prime nevi, riserva quasi metà della tela al cielo, che conferisce alla scena la limpidezza del primo mattino.
Patini dà volume alle figure attraverso il colore, che assorbe in sé la luce e che ha fatto parlare, per Vanga e latte, di caravaggismo all'aria aperta. La pennellata è ampia, con lievi chiaroscuri, come nelle gambe del bimbo, e punti in cui il colore si rapprendre e diventa materico, come nelle stoppie in primo piano.
L'adesione sentimentale che Millet aveva nei confronti dei propri personaggi viene qui sostituita con un'interpretazione rigorosamente oggettiva della realtà, che assume valore storico: una storia "minore" di piccoli eventi quotidiani, raccontata dai protagonisti che Patini (essendo socialista) conosce bene.